# Tomi Tuuha
Tomi Tuuha, né le 28 novembre 1989 à Helsinki, est un gymnaste finlandais.

## Palmarès

### Championnats d'Europe
- Birmingham 2010
  -  médaille d'or aux saut de cheval